# Elatostema serratifolium
Elatostema serratifolium är en nässelväxtart som beskrevs av Adolph Daniel Edward Elmer. Elatostema serratifolium ingår i släktet Elatostema och familjen nässelväxter. Inga underarter finns listade i Catalogue of Life.